# Laccaria trullisata
Laccaria trullisata är en svampart som först beskrevs av Job Bicknell Ellis, och fick sitt nu gällande namn av Peck 1912. Laccaria trullisata ingår i släktet Laccaria och familjen Hydnangiaceae.   Inga underarter finns listade i Catalogue of Life.